# Felix Rosenqvist
 (janvier 2016).
Si vous disposez d'ouvrages ou d'articles de référence ou si vous connaissez des sites web de qualité traitant du thème abordé ici, merci de compléter l'article en donnant les références utiles à sa vérifiabilité et en les liant à la section « Notes et références ».
Felix Rosenqvist est un pilote automobile suédois né le 1er novembre 1991 à Värnamo (Suède). Rosenqvist est connu pour être le seul pilote à avoir remporté les trois épreuves de Formule 3 majeures, à savoir le Grand Prix de Pau, les Masters de Zandvoort et le Grand Prix automobile de Macao.

## Biographie

### Karting
Felix Rosenqvist participe à sa première course nationale de karting le 24 avril 2003, à 11 ans. Le pilote suédois, engagé dans le championnat de Formula Micro sponsorisé par le journal Sydsvenskan, termine sixième du championnat devant Timmy Hansen, futur pilote de Rallycross.
L'année suivante, il s'engage en championnat de Suède ICA Junior au sein de l'écurie Wallberg Motorsport et termine sixième d'un plateau composé de 27 pilotes, notamment composé du futur pilote de Formule 1 Marcus Ericsson.
En 2005, Rosenqvist, engagé sur plusieurs compétitions avec Walberg Motorsport, obtient ses premiers podiums notamment dans le championnat scandinave ou il termine deuxième derrière Marcus Ericsson et devance Johan Jokinen, Michael Christensen, Matias Laine, Timmy Hansen, Pål Varhaug et Kevin Magnussen. Il réédite ses podiums en Klippan Cup et au Tom Trana Trophy.
En 2006, toujours dans la même catégorie, Rosenqvist cours désormais dans toute l'Europe avec l'écurie Ward Racing. Le niveau étant plus élevé, il se contente de deux cinquièmes places comme meilleur résultat.

### Carrière en monoplace
En 2007, pour ses débuts en Formule Renault 2.0, le pilote suédois s'exile en Chine et participe au championnat asiatique au sein de l'écurie March 3 Racing. À Zhuhai, Felix termine vingt-et-unième de la première manche et abandonne lors de la seconde. Il abandonne également lors de la première course de Sepang mais marque ses premiers points en terminant dixième de la seconde. À partir de la troisième manche, il est régulièrement placé dans les points et obtient plusieurs podiums. Il effectue une pige en Formula Renault 2.0 Northern European Cup avec Trackstar Racing, fin août, sur le Nürburgring où il termine vingt-et-unième de la première course et abandonne lors de la seconde manche. Il remporte sa première victoire lors de l'avant-dernière course du dernier meeting de Shanghai et se classe  quatrième du championnat, avec 193 points. Il finit troisième du tournoi de Chine qui comptabilise les résultats des manches du championnat asiatique disputées sur le sol chinois. En 2008, il reste en Chine et est sacré vainqueur de la Formule Renault 2.0 Asia après avoir écrase ce championnat avec dix victoires en treize courses. En 2009, il est sacré champion en Formule Renault 2.0 Suède et Formule Renault 2.0 Scandinavie, remportant également deux courses en Formule Palmer Audi. 

### 2010-2015: F3 Européenne

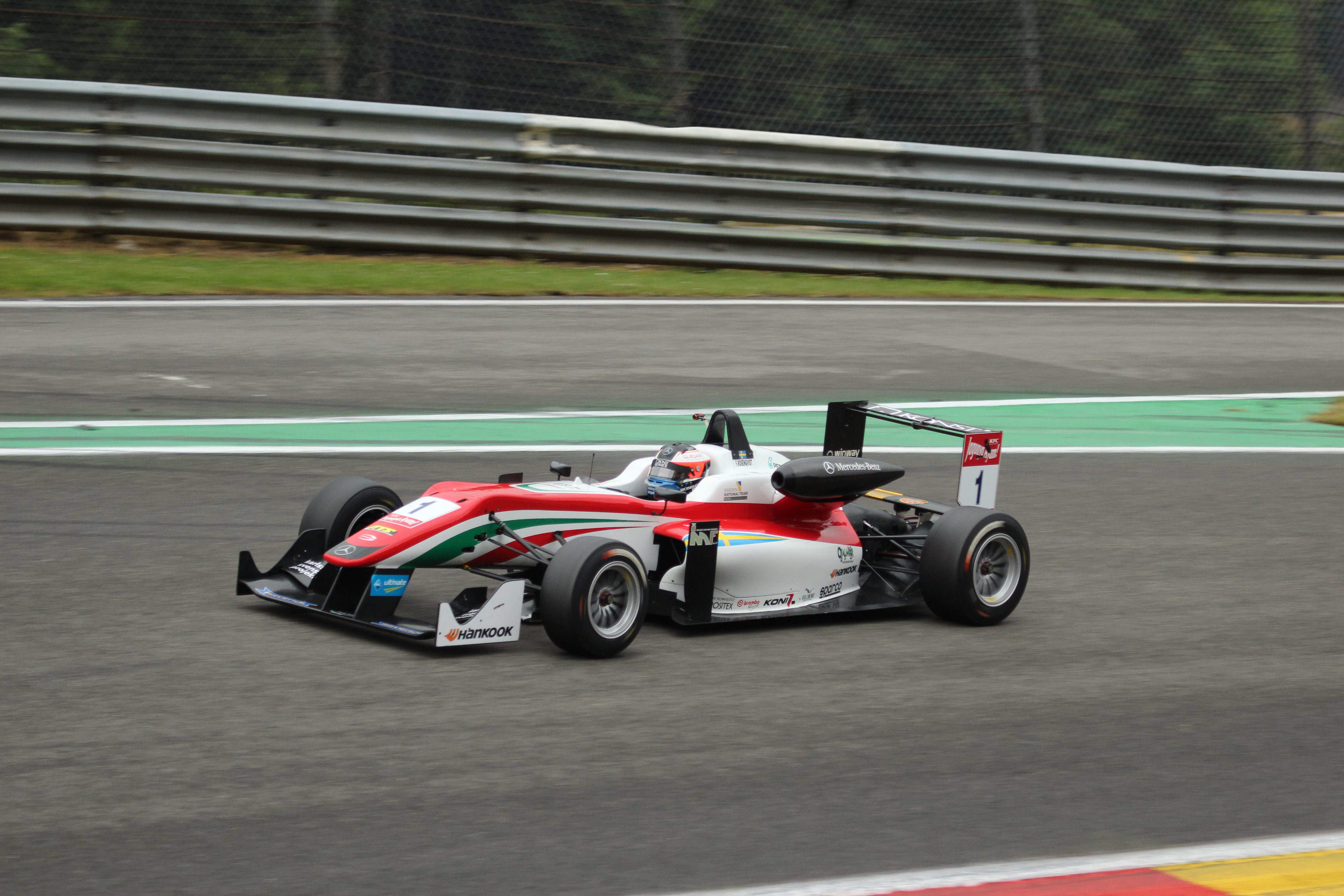
Rosenqvist à Spa-Francorchamps en Monoplace de F3 Européenne

En 2010, Felix Rosenqvist passe en Formule 3 et termine cinquième du championnat d'Allemagne de Formule 3. Il finit également cinquième des Formule 3 Euro Series, avec une victoire, plus celle des Masters de Formule 3. En 2012, il alterne championnat d'Europe de Formule 3, dont il finit troisième, et les Formule 3 Euro Series, dont il finit quatrième. 

#### 2013 :Vice-Champion
En 2013, il est sacré vice-champion d'Europe de Formule 3 et remporte une deuxième fois les Masters de Formule 3. En 2014, il se classe seulement huitième en Formule 3 européenne mais remporte le Grand Prix de Macao et le Grand Prix de Pau, gagnant également deux courses en Formula Acceleration 1. 

#### 2015: Champion de F3
En 2015, Rosenqvist quitte Mücke Motorsport pour l'équipe Prema Powerteam (écurie déjà championne l'an dernier avec Esteban Ocon) donc il fait une saison exceptionnelle avec 13 victoire et 15 podiums en fin de saison. il est finalement sacré champion d'Europe de Formule 3 avec 508 points, devant Antonio Giovinazzi avec 412,5 points.Il s'impose et gagne son titre au Grand Prix de Macao qui avait déjà remporter en 2013. 

### 2016: Carrière en GT et supertourisme
En 2016, il effectue plusieurs apparitions en Blancpain Endurance Series, en ADAC GT Masters mais garde un pied en monoplace, gagnant quelques courses en Indy Lights. En août, il participe à la deuxième moitié de saison du DTM, en remplacement d'Esteban Ocon, parti en F1. Le même mois, il arrête son programme en Indy Lights pour se consacrer à la Formule E avec Mahindra Racing.

## Résultats en Championnat de Formule E FIA
| Saison    | Écurie          | Pneus    | ePrix disputés | Pole position | Victoires | Podiums | Points inscrits | Classement |
| --------- | --------------- | -------- | -------------- | ------------- | --------- | ------- | --------------- | ---------- |
| 2016-2017 | Mahindra Racing | Michelin | 12             | 3             | 1         | 5       | 127             | 3e         |
| 2017-2018 | Mahindra Racing | Michelin | 12             | 3             | 2         | 2       | 96              | 6e         |
| 2018-2019 | Mahindra Racing | Michelin | 1              | 0             | 0         | 0       | 0               | 25e        |

## Résultats en IndyCar Series
| Saison | Écurie              | Courses disputés | Pole positions | Victoires | Podiums | Meilleur tours | Points inscrits | Classement |
| ------ | ------------------- | ---------------- | -------------- | --------- | ------- | -------------- | --------------- | ---------- |
| 2019   | Chip Ganassi Racing | 17               | 1              | 0         | 2       | 0              | 425             | 6e         |
| 2020   | Chip Ganassi Racing | 14               | 0              | 1         | 1       | 2              | 306             | 11e        |
| 2021   | Arrow McLaren SP    | 14               | 0              | 0         | 0       | 0              | 205             | 21e        |
| 2022   | Arrow McLaren SP    | 17               | 2              | 0         | 1       | 0              | 393             | 8e         |
| 2023   | Arrow McLaren SP    | 17               | 2              | 0         | 2       | 1              | 324             | 12e        |
| 2024   | Meyer Shank Racing  | 18               | 1              | 0         | 1       | 0              | 305             | 12e        |
| 2025   | Meyer Shank Racing  |                  |                |           |         |                |                 | e          |